# تفجير كريات اليوبيل 2002
تفجير كريات اليوبيل 2002 هو تفجير سوبر ماركت في منطقة كريات اليوبيل بالقدس، وقع التفجير في 29 مارس 2002، وهو التفجير الذي قامت به الفلسطينية آيات الأخرس، قُتِل في التفجير ثلاثة إسرائيليين وأصيب 28 أخرين. وأعلنت حركة المقاومة الإسلامية (حماس) مسؤوليتها عن الهجوم.